# Microtoena stenocalyx
Microtoena stenocalyx là một loài thực vật có hoa trong họ Hoa môi. Loài này được C.Y.Wu & S.J.Hsuan mô tả khoa học đầu tiên năm 1965.